# Mihelja vas
Mihelja vas – wieś w Słowenii, w gminie Črnomelj. W 2018 roku liczyła 41 mieszkańców.